# 정형식 (야구인)
정형식(丁亨植, 1991년 1월 28일 ~ )은 대한민국의 사업가이자, 전 일본 독립 야구 고치 파이팅독스의 외야수이다. 그의 형은 전　KBO 리그 SSG 랜더스의 투수인 정영일이다.

## 한국 프로야구 시절

### 삼성 라이온즈시절
2011년부터 본격적으로 1군에서 많은 출전 기회를 받은 그는 2011년 아시아 시리즈 결승전에서 박한이가 부상을 당해 교체 출장하여 2타점 역전 적시 2루타를 기록해 후쿠오카 소프트뱅크 호크스를 상대로 승리하는데 크게 기여하며 야구 팬들 사이에 널리 알려졌다. 아시아 시리즈를 통해 이름을 알린 후 실력이 성장했다.
2014년 배영섭의 입대 후 개막전에 중견수로 출장했으나 계속되는 부진으로 인해 2군으로 내려갔다.

## 일본 독립야구 시절
2018년에 고치 파이팅독스에서 활동했다. 

## 은퇴 이후
이후 신림동에 족발집을 개업해 사업가로 활동 중이다.

## 별명
- 미간이 넓어 별명으로는 '망치상어'라고 불린다.

## 논란
- 2014년 9월 4일, 같은 해 8월 중 면허 취소 수준의 혈중 알콜 농도 0.109%로 만취해 대구 시내 건물을 들이받는 사고를 일으킨 뒤, 음주운전 혐의로 입건[6]된 사실이 알려져 임의 탈퇴 처분을 받았다. 그는 이 사실을 구단에 알리지 않고, 은닉하려고 하여 구단 측에서 엄벌을 내렸다.[7] 이후 2015년 10월 말에 공익근무요원으로 대체 복무했다.

## 출신 학교
- 광주화정초등학교
- 광주진흥중학교
- 광주진흥고등학교

## 통산 기록
| 연도 | 팀명  | 타율  | 경기 | 타수 | 득점 | 안타 | 2루타 | 3루타 | 홈런 | 루타 | 타점 | 도루 | 도실 | 볼넷 | 사구 | 삼진 | 병살 | 실책 |
| ---- | ----- | ----- | ---- | ---- | ---- | ---- | ----- | ----- | ---- | ---- | ---- | ---- | ---- | ---- | ---- | ---- | ---- | ---- |
| 2009 | 삼성  | 0.000 | 1    | 0    | 0    | 0    | 0     | 0     | 0    | 0    | 0    | 0    | 0    | 0    | 0    | 0    | 0    | 0    |
| 2010 | 삼성  | 0.000 | 7    | 2    | 3    | 0    | 0     | 0     | 0    | 0    | 0    | 0    | 1    | 1    | 0    | 2    | 0    | 0    |
| 2011 | 삼성  | 0.230 | 52   | 74   | 9    | 17   | 3     | 0     | 1    | 23   | 5    | 4    | 3    | 12   | 0    | 15   | 0    | 0    |
| 2012 | 삼성  | 0.237 | 118  | 274  | 44   | 65   | 11    | 3     | 4    | 94   | 19   | 22   | 4    | 30   | 6    | 48   | 5    | 1    |
| 2013 | 삼성  | 0.273 | 120  | 278  | 49   | 76   | 20    | 5     | 3    | 115  | 43   | 7    | 9    | 31   | 12   | 58   | 4    | 3    |
| 2014 | 삼성  | 0.170 | 52   | 106  | 9    | 18   | 2     | 0     | 1    | 23   | 6    | 4    | 2    | 12   | 1    | 24   | 2    | 1    |
| 통산 | 6시즌 | 0.240 | 350  | 734  | 114  | 176  | 36    | 8     | 9    | 255  | 73   | 37   | 19   | 86   | 19   | 147  | 11   | 5    |